# Alte Feuerwache Loschwitz

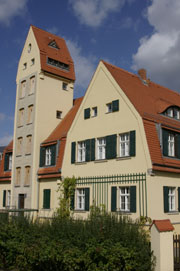
Alte Feuerwache Loschwitz

Die Alte Feuerwache Loschwitz ist ein historisches Feuerwehrhaus und wird heute als soziokulturelles Zentrum genutzt. Das Gebäude befindet sich nahe der Elbe im Dresdner Stadtteil Loschwitz, Fidelio-F.-Finke-Straße 4.

## Geschichte
Das erste Spritzenhaus mit Leitergerüst in Loschwitz wurde 1775 auf Grund einer kurfürstlichen Verordnung am Eingang zur Grundstraße errichtet. Es bestand aus einem kleinen Häuschen für den Löschkarren und die Geräte.
Ein neues Spritzenhaus wurde 1859 neben der Hentschelmühle gebaut. Heute befindet sich dort das Ludwig-Richter-Denkmal. In den Remisen standen zwei Handdruckspritzen und ein Schlauchwagen. 
1883 wurde das erste Spritzenhaus abgerissen und an gleicher Stelle – am ehemaligen Ratskeller – ein Neubau errichtet. 1891 wurde ein Steigerturm zum Trocknen der Schläuche an der Turnhalle auf der Pillnitzer Landstraße 16 angebracht.
Im Zusammenhang mit dem Bau des Blauen Wunders wurde der Loschwitzer Dorfkern völlig umgestaltet. In der Folge entstanden auch die jetzigen Gründerzeithäuser am Körnerplatz. Das Wachstum des Dorfes und das Fortschreiten der Technik machte eine größere moderne Feuerwache notwendig. So wurde kurz nach der Errichtung der Schiller-Schule vom selben Architekten Georg Schramm 1908 die heutige Alte Feuerwache Loschwitz gebaut. Sie bestand aus der Fahrzeughalle, Geräteräumen, dem Steiger- und Schlauchturm sowie Wohnungen.
Trotz der 1921 erfolgten Eingliederung von Loschwitz in die Stadt Dresden blieb die Freiwillige Feuerwehr bestehen. 1945 brannten in Loschwitz Kirche und Schule nieder, während Löschzug und Gerätschaften in der Dresdner Innenstadt im Einsatz waren. Mit Kriegsende waren Fahrzeuge und Ausrüstung praktisch ganz zerstört, und die Freiwillige Feuerwehr Loschwitz stellte ihre Arbeit ein.
Nun übernahm die Berufsfeuerwehr von der Wache Schlüterstraße die Einsätze in Loschwitz, unterstützt teilweise von den Freiwilligen Feuerwehren Bühlau und Niederpoyritz. Die Remisen wurden von verschiedenen Institutionen genutzt und einige Räumlichkeiten wurden zu weiteren Wohnungen umgebaut.
Als 1991 Loschwitzer Künstler und Kunststudenten die Alte Feuerwache besetzten, fanden sie in den Remisen Gerätschaften des Zivilschutzes vor. Diese Sachen wurden ordnungsgemäß ausgelagert, Voraussetzung für die kreative Zweckentfremdung des Hauses für einen Kunst- und Kulturverein.

## Heutige Nutzung

### Kunst- und Kulturverein
Im Februar 1991 gründeten ortsansässige Künstler und Absolventen der Dresdner Kunsthochschule rund um die Künstlerin Gudrun Oltmanns den Verein Alte Feuerwache Loschwitz e. V.
Im traditionsreichen Kunst- und Kulturviertel werden verschiedene Kunstformen und -projekte verwirklicht, soziokulturelle Arbeit geleistet und es wird kulturellen Bildung für alle Altersgruppen angeboten. Es gibt wöchentlich Veranstaltungen für Jugendliche und Erwachsene sowie monatliche Kinderveranstaltungen. Es werden 25 Kurse in verschiedenen künstlerischen Bereiche für alle Altersgruppen angeboten. Der Verein ist Mitglied im Landesverband Soziokultur Sachsen e. V. und wird vom Amt für Kultur und Denkmalschutz der Landeshauptstadt Dresden gefördert.

### Vereinstreff „Trille“
Ein Veranstaltungsraum für 30 bis 60 Personen ist nach dem Loschwitzbach (im Volksmund „Trille“) benannt, der unter dem Gebäude verläuft. Den Raum können Initiativen, Vereine und Privatpersonen mieten.

### Galerie
Seit der Gründung des Vereins 1991 werden die ehemaligen Remisen der Feuerwache als Galerieräume genutzt. Kontinuierliche Ausstellungen zeitgenössischer Kunst unterschiedlichster Genres werden hier veranstaltet. Alljährlich findet eine Ausstellung mit Künstlern einer Partnerstadt der Landeshauptstadt Dresden statt.

### Künstlerhaus
Seit 2004 bietet der Verein auswärtigen Künstlern die Möglichkeit eines Arbeitsaufenthaltes. Der Verein ist Mitglied im Verband Sächsischer Künstlerhäuser e. V. und stellt nationalen und internationalen Künstlern ein Gästezimmer mit angeschlossenem Gastatelier zur Verfügung. Das Objekt besteht unabhängig vom nahen Künstlerhaus Dresden-Loschwitz.

### Burgberg
Unweit des Standortes der Alten Feuerwache Loschwitz befindet sich der Burgberg Loschwitz, dessen Rekultivierung seit 2004 von den Vereinsmitgliedern betrieben wird.
Bis zu seiner Zerstörung im Zweiten Weltkrieg befand sich auf dem Gelände das mondäne „Restaurant und Hotel Burgberg“, dessen Fassadenreste 1967 eingeebnet wurden. Ab dieser Zeit lag das Gelände brach und überwucherte. Es entstand ein Ensemble aus Mauerresten, Eisensäulen, Bäumen und Efeu.
Benachbart wohnende Vereinsmitglieder kamen auf die Idee, diesen brach liegenden Ort, der eine Aussicht auf das Elbtal bietet, mit Kunst- und Kulturprojekten zu beleben.
Auf der Grundlage einer Nutzungsvereinbarung mit den Eigentümern des Privatgrundstückes arbeiten seit 2004 vor allem junge Mitglieder des Vereins im Verbund mit ALG2-Kräften kontinuierlich an der teilweisen Lichtung des Wildbewuchses, der Bergung von Bausteinen und Fundstücken, der Sicherung des Geländes, der Herstellung von Gehwegen und an partiellen Umzäunungen. Nutzungsrechte für zuführende Wege konnten von benachbarten Eigentümern, insbesondere von den Dresdner Verkehrsbetrieben erhalten werden.
Der erste Ausbauabschnitt wurde mit Fördermitteln von der Kulturstiftung des Freistaates Sachsen sowie dem Veranstaltungsbüro des 800-jährigen Stadtjubiläums der Stadt Dresden unterstützt. In diesem Zusammenhang wurden erforderliche Sicherungsmaßnahmen und erste künstlerische Beiträge in Form von Skulpturen, Plastiken, Objekten und Installationen realisiert.
Nach zwei Jahren intensiver Vorbereitungen wurde das Burgberggelände in Dresden-Loschwitz am 10. Juni 2006 feierlich eröffnet. Es ist an ausgewählten Terminen öffentlich zugänglich. Auf dem Gelände kann man so die Fortschritte bei der sanften Rekultivierung betrachten und hat eine gute Aussicht auf die Elbe und das Blaue Wunder.
Seit 2007 wird das Projekt von der Kulturstiftung des Bundes gefördert.

## Architektur
Das Gebäude wurde 1908 von dem Architekten Schramm in der Nachfolge der Dresdner Erlwein-Bauten errichtet. Das Gebäude ist ein typischer Vertreter des sparsamen Dresdner Jugendstils. Es weist mit seinem ausgeprägten Mansarddach, seinen Fensterläden und den ursprünglich vorhandenen Rankgerüsten auf die Gartenstadtbewegung von Hellerau hin. Das Gebäude gliedert sich in einen Längstrakt parallel zu der Fidelio-F.-Finke-Straße, einen südöstlichen Quertrakt und in den auf der Südseite befindlichen Schlauchturm, der das Gebäude weithin sichtbar in der Elbsilhouette markiert.